# Johann Nepomuk von Fuchs
Johann Nepomuk von Fuchs (Mattenzell, 15 maggio 1774 – Monaco di Baviera, 5 marzo 1856) è stato un chimico e mineralogista tedesco, noto per le sue ricerche su minerali e materiali inorganici, tra i quali il vetro solubile (1825).

## Biografia
Nacque a Mattenzell, frazione di Zell, comune situato nella foresta bavarese. Studiò medicina a Heidelberg e Vienna, quindi mineralogia e chimica a Friburgo e Berlino. Nel 1807 divenne professore di chimica e mineralogia all'Università di Landshut, e nel 1823 conservatore delle collezioni mineralogiche di Monaco, dove fu nominato professore di mineralogia dopo tre anni. Nel 1852 lasciò l'incarico e nel 1854 il re di Baviera gli conferì un titolo nobiliare.
Il suo nome è noto soprattutto per le sue ricerche su minerali e materiali inorganici, tra i quali il vetro solubile (1825). Quest'ultimo argomento trovò applicazione nell'invenzione della stereocromia (1846), assieme a Josef Schlotthauer. Ha anche dato nome al minerale fuchsite.

## Opere
- Ober den Einfluss der Chemie and Mineralogie, Monaco, 1824.
- Die Naturgeschichte des Mineralreichs, Monaco, 1842.
- Ober die Theorien der Erde, Monaco, 1844.
- Bereitung, Eigenschaften und Nutzanwendung des Wasserglases, Monaco, 1857.